# シャムスッディーン・イリヤース・シャー
シャムスッディーン・イリヤース・シャー（Shamsuddin Ilyas Shah, 生年不詳 - 1357年）、東インドのベンガル・スルターン朝、イリヤース・シャーヒー朝の君主（在位：1342年 - 1357年）。

## 生涯
シャムスッディーン・イリヤース・シャーの出生に関しては、東部イランのシースターンの出身と記録があるのみで、それ以上のことは不明である。
イリヤース・シャーは北ベンガルの長官であるアラー・ウッディーン・アリー・シャーの下で台頭したが、1342年に彼を殺害し、その地位を奪った。当時、ベンガル地方は北ベンガル（ラクナーワティー）、西ベンガル（サトガーオン）、東ベンガル（ソーナールガーオン）に分かれており、それぞれ長官が統治していた。
同年、長官であったイリヤース・シャーはトゥグルク朝から独立し、ベンガル・スルターン朝を創始した（イリヤース・シャーヒー朝）。創始者シャムスッディーン・イリヤース・シャーはベンガルの独立を強く意識し、その正当性と権威と明白にするため、自分の硬貨に「第2のアレクサンドロス、カリフの右腕」と記している。
1346年までにイリヤース・シャーはベンガル地方の政治的統一に成功したのち、対外遠征を敢行した。彼はビハールを征服、オリッサ（東ガンガ朝）とネパール（マッラ朝）にも侵攻し、遠くチベットにまで遠征した。ネパールやオリッサとの戦いでは莫大な戦利品を獲得した。
ことに1349年のイリヤース・シャーのネパールのカトマンズ盆地への侵攻は、この地を支配していたマッラ朝に壊滅的な打撃を与え、政情不安をもたらした。彼の軍勢は首都バクタプルのみならず盆地の都市カトマンズ、パタンを蹂躙し、その地の寺院、家屋を破壊・放火して、全土を灰燼に帰した。盆地では7日間にわたり徹底して破壊、略奪を行い、そののちベンガルへと帰還した。
また、イリヤース・シャーはオリッサに侵入した際、ジャージナガルを攻撃し、あらゆる抵抗を打ち破ったのち、チルカー湖まで進撃したという。ベンガルに帰還したとき、彼は多数のゾウを含めた戦利品を持ち帰ったとされる。
イリヤース・シャーの絶え間ない征服活動の結果、領土はティルフットからチャンパラン、ゴーラクプルへと広がり、ヴァーラーナシーにまで版図を広げた。だが、ベンガル・スルターン朝の台頭はトゥグルク朝にとって脅威であった。
そのため、1353年にトゥグルク朝の君主フィールーズ・シャー・トゥグルクは失地回復のため、ベンガルへと遠征軍を進めた。軍勢はチャンパランやゴーラクプルを通過し、ベンガルの首都パーンドゥアーを攻め落とした。
イリヤース・シャーはガンジス川とその支流に囲まれた強力なエクダーラーの要塞へと逃げ、そこに籠城した。2ヶ月の包囲ののち、フィールーズ・シャーは退却するそぶりを見せ、イリヤース・シャーを誘い出して出てきたところで打ち破った。だが、イリヤース・シャーはエクダーラーへと再び逃げ、籠城し続けた。
その後、1354年にトゥグルク朝とベンガル・スルターン朝の間で和平が結ばれ、コシ川を両国の国境とすることが定められた。イリヤース・シャーはフィールーズ・シャーと贈り物を交換し、トゥグルク朝の軍はデリーへと引き上げた。デリーとの友好的な関係を構築したことにより、イリヤース・シャーは東のアッサム方面へと支配を拡大することが出来た。
1357年、イリヤース・シャーは死亡し、息子のシカンダル・シャーが王位を継承した。
イリヤース・シャーは治世中に多くの業績を残した。その成功の要因のひとつは彼自身の人気にあったことである、と歴史家サティーシュ・チャンドラは述べている。フィールーズ・シャーがパーンドゥアーを占領したのち、貴族や聖職者らに人気を得るために土地を与え、都市の住民を味方にしようと試みたが、失敗している。